# Szabla oficerska Marynarki Wojennej wz. 1927

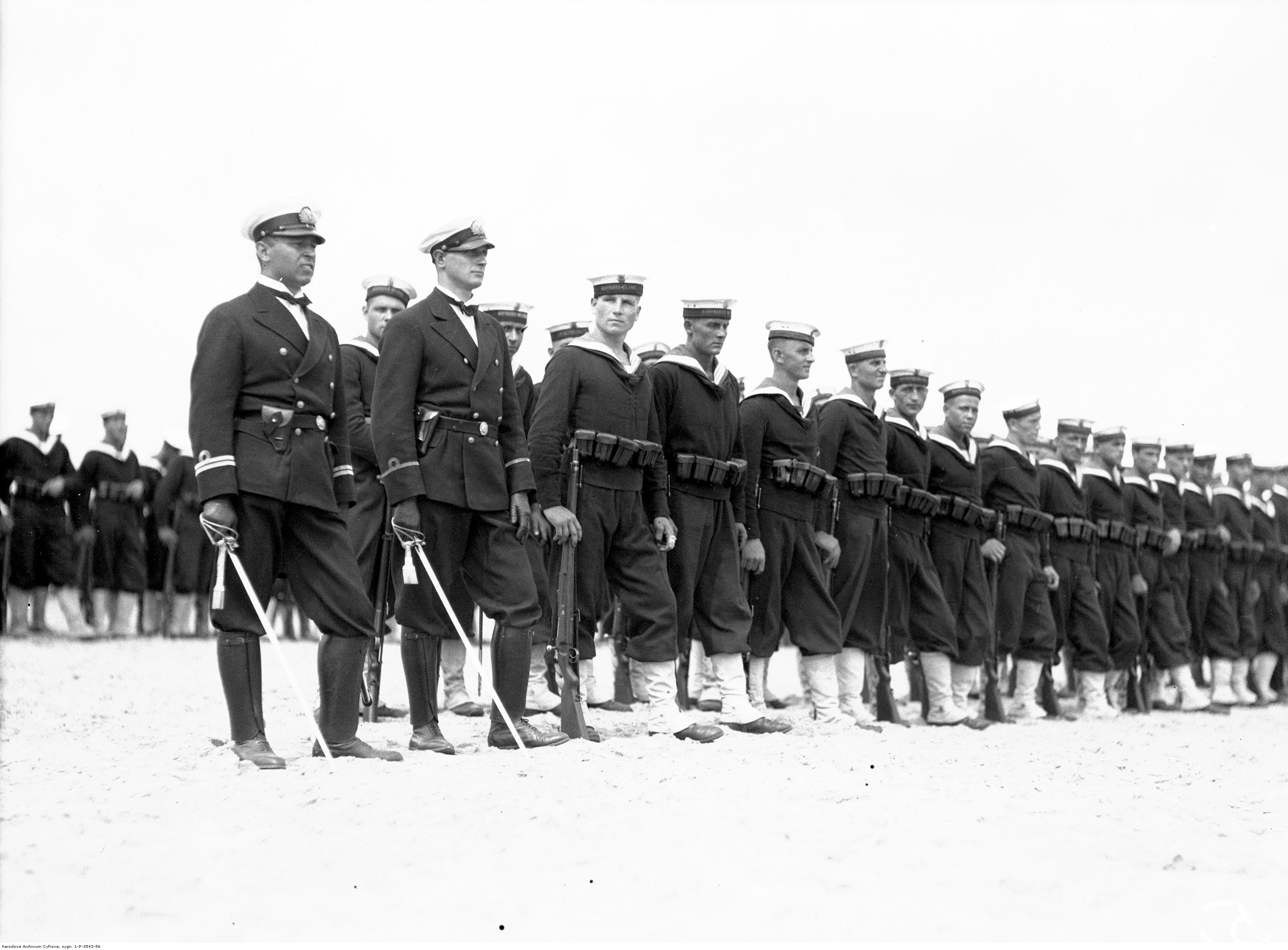
Święto Morza w Gdyni 1932 – oficerowie z pałaszami

Szabla oficerska Marynarki Wojennej wz. 1927 – polski pałasz używany w Wojsku Polskim II Rzeczypospolitej.
Broń opisana została w Dzienniku Rozkazów Ministerstwa Spraw Wojskowych nr 12 z 12 kwietnia 1927, poz. 114.

## Opis
Przepisy określały tę broń jako szablę, ale w zasadzie był to pałasz z rękojeścią wzorowaną na szabli oficerskiej wz. 1921/1922. Jego rękojeść różniła się od pierwowzoru dwoma dodanymi do kabłąka obłękami bocznymi. Pałasz posiadał rękojeść złotą (złoconą), pochwę z czarnej skóry okutą metalem żółtym (złoconym). Noszony był w służbie garnizonowej i do munduru galowego.
W zbiorach Muzeum Wojska Polskiego w Warszawie znajduje się luksusowa szabla marynarska porucznika Włodzimierza Opałki. Oto jej opis: 

Długość w pochwie 950 mm, bez pochwy 895 mm. Ciężar w pochwie 1050 g, bez pochwy 580 g. Głownia prosta, jednosieczna, niklowana, z dwiema bruzdami na każdym płazie, sięgającymi od nasady do obosiecznego pióra. Sztych centryczny. Na płazie zewnętrznym wypukło trawiony ornament o motywie liści akantu, z podziałem na dwa kartusze, w których napis: Honor i Ojczyzna. Pomiędzy kartuszami wypukło trawiony orzeł w koronie. Na płazie wewnętrznym kartusz z ornamentami trawionymi jak wyżej oraz emblematem kotwicy admiralicji, oplecionej liną [...]. Rękojeść zamknięta, trójkabłąkowa, dwa kabłąki boczne biegną lukiem od wąsa jelca i łączą się z przednim w jego górnej części [...]. Uchwyt drewniany, nacięty w 15 karbków, obciągnięty czarną skórą, z oplotem z drutu mosiężnego, podwójnie skręconym. Pod rękojeścią podkładka skórzana. Pochwa z blachy stalowej, obciągniętej czarną skórą chromową, ze szwem po stronie wewnętrznej. Okucia mosiężne, górne długości 118 mm, ze zgrubieniem tworzącym kołnierz szyjki. Na jego zewnętrznej stronie nalutowany emblemat w formie kotwicy admiralicji oplecionej liną. Przy okuciu ogniwko z ruchomym kółkiem nośnym. Okucie środkowe oddalone 80 mm od górnego, z ogniwkiem i ruchomym kółkiem nośnym. Trzewik z ostrogą o dłuższym przednim ramieniu.